# Гласање са тренутним отицањем
Гласање са тренутним отицајем, познато и као алтернативно гласање, рејтиншко гласање или преференцијално гласање је изборни систем који се користи да се одлучи победник када у изборима има више од два кандидата. Сваки бирач уписује своје преференце на листић. Ако ни један кандидат не постигне 50%+1 гласова међу првим преференцама, кандидат са најмање гласова је елиминисан, а гласови који су уписали њега као прву преференцу се рачунају за њихову другу преференцу. Овај процес се понавља све док неки кандидат нема већину. Овај систем се користи у неколико земаља, укључујучћи за бирање чланова дома представника Аустралије, председника Индије, председника Ирске, чланове парламента Папуе Нове Гвинеје итд.

## Пример гласања са тренутним отицајем
Замислите да Србија има референдум да одлучи где ће јој бити главни град. У овом измишљеном примеру, нек цело изборно тело Србије од 100 људи живи у само 4 града: Београду, Краљеву, Приштини и Нишу, и да сви желе да живе што је ближе главном граду што је то могуће.
Кандидати за главни град су:
- Београд, највећи град у држави, са 42% бирача, али је далеко од других градова.
- Краљево, са 26% гласача
- Ниш, са 17% гласача
- Приштина, са 15% гласача

Преференце би биле овако подељене
| 42% бирача (Београд)                     | 26% бирача (Краљево)                     | 17% бирача (Ниш)                         | 15% бирача (Приштина)                    |
| ---------------------------------------- | ---------------------------------------- | ---------------------------------------- | ---------------------------------------- |
| 1. Београд 2. Краљево 3. Ниш 4. Приштина | 1. Краљево 2. Ниш 3. Приштина 4. Београд | 1. Ниш 2. Приштина 3. Краљево 4. Београд | 1. Приштина 2. Ниш 3. Краљево 4. Београд |

У рејтиншком гласању, сви бирачи праве листу преференци. Ако неки кандидат нема већину међу првим изборима, најнепопуларнија опција се уклања, а гласови људи који су ту опцију имали као прву се расподељују по другој преференци. Овај процес се понавља док нека опција не добије већину.
| Место пребивалишта | Резултат |
| ------------------ | -------- |
| Београд            | 42%      |
| Краљево            | 26%      |
| Ниш                | 17%      |
| Приштина           | 15%      |

| Место пребивалишта | Резултат |
| ------------------ | -------- |
| Београд            | 42%      |
| Краљево            | 26%      |
| Ниш                | 32%      |

| Место пребивалишта | Резултат |
| ------------------ | -------- |
| Београд            | 42%      |
| Ниш                | 58%      |

## Други системи

### Рангирано гласање
Нек прва преференца вреди 4 поена, друга 3, трећа 2 и четврта 1 поен.
| Место пребивалишта | Рачуница                  | Резултат |
| ------------------ | ------------------------- | -------- |
| Београд            | 42·4 + 26·1 + 17·1 + 15·1 | 226      |
| Краљево            | 42·3 + 26·4 + 17·2 + 15·2 | 294      |
| Ниш                | 42·2 + 26·3 + 17·4 + 15·3 | 275      |
| Приштина           | 42·1 + 26·2 + 17·3 + 15·4 | 205      |

Иако Београд има највише становника, Краљево има највише поена јер је најпопуларнија опција међу свим градовима заједно. Овај систем има за циљ да оствари компромис.

### Гласање већине у два круга
У првом кругу гласања, сви бирају само једну преференцу. Ако ни једна опција не добија апсолутну већину (50%+1 глас), две најпопуларније опције иду у други круг гласања. Овај систем се тренутно користи на председничким изборима у Србији.
| Место пребивалишта | Резултат |
| ------------------ | -------- |
| Београд            | 42%      |
| Краљево            | 26%      |
| Ниш                | 17%      |
| Приштина           | 15%      |

| Место пребивалишта | Резултат |
| ------------------ | -------- |
| Београд            | 42%      |
| Краљево            | 58%      |

### Гласање против
У овом систему, свако даје по 1 поен свим кандидатима који им нису најлошији избор.
| Место пребивалишта | Резултат |
| ------------------ | -------- |
| Београд            | 42       |
| Краљево            | 100      |
| Ниш                | 100      |
| Приштина           | 58       |